# Flavagline

Structure de la flavagline FL3.

Les flavaglines sont des cyclopenta[b]benzofuranes issus de plantes du Sud-Est asiatique du genre Aglaia (Meliaceae). Leur premier représentant, le rocaglamide (1), a été découvert en 1982 par King et collaborateurs du Centre National de Défense Médicale de Taiwan, en se basant sur sa forte activité antileucémique. Depuis, une cinquantaine d'autres flavaglines, comme le rocaglaol (2) ou le silvestrol (3) ont été identifiées. Ces composés présentent un profil d’activité biologique unique. En effet, ils possèdent des activités insecticides, antifongiques, anti-inflammatoires, neuroprotectrices, cardioprotectrices et surtout anticancéreuses, ces dernières étant les plus étudiées jusqu’à présent,.

## Effets biologiques
Les flavaglines présentent une forte activité anticancéreuse. Cet effet est spécifique des cellules tumorales, les cellules normales et prémalignes étant 1 000 fois moins sensibles. De plus, ces composés ne présentent aucune toxicité apparente chez la souris. Ils potentialisent les effets anticancéreux de la doxorubicine et de la concanavaline A dans des modèles murins de cancers. Il a aussi été montré chez la souris qu’une flavagline de synthèse, le FL3, atténue les effets secondaires au niveau cardiaque d'un médicament très utilisé en oncologie, la  doxorubicine. Ces résultats suggèrent  que les flavaglines pourraient augmenter les effets thérapeutiques de la doxorubicine, tout en protégeant les patients contre ses effets dévastateurs sur le cœur.

## Mode d’action
Les flavaglines induisent la mort des cellules cancéreuses par une multitude de mécanismes :
1. l'inhibition de MEK, qui bloque la voie ERK-Mnk1-eIF4A, inhibant ainsi la synthèse cap-dépendante de protéines impliquées dans la survie et la prolifération cellulaire[8],[9] ;
2. l'activation de p38, qui conduit à l'activation de la voie intrinsèque de l'apoptose[10] ;
3. l'activation d'Apaf-1 et des caspases-9 et-3, qui induit la libération de cytochrome C, déclenchant ainsi la voie intrinsèque de l'apoptose[11] ;
4. l'induction de la translocation de l'AIF et de la caspase-12 des mitochondries et du réticulum endoplasmique vers le noyau, déclenchant ainsi l'apoptose indépendamment des voies classiques de l'apoptose[12] ;
5. l'activation de la kinase JNK, qui régule les facteurs de transcription AP-1 et NFAT, induisant la voie extrinsèque de l'apoptose.

En 2012, les cibles moléculaires des flavaglines ont été identifiées : il s'agit des prohibitines-1 et -2. En se liant à ces protéines, les flavaglines bloquent leur interaction avec la kinase C-Raf, bloquant ainsi une voie de signalisation cruciale à la survie et à la prolifération des cellules cancéreuses.
Le mécanisme par lequel la flavagline de synthèse FL3 protège le cœur contre les effets secondaires des chimiothérapies implique la phosphorylation de la protéine chaperonne Hsp27.

## Synthèses
La complexité structurale a attiré l'attention de chimistes parmi les plus célèbres en synthèse organique. Barry Trost a été le premier, en 1990, à synthétiser une flavagline, le rocaglamide. Depuis, 14 autres synthèses totales ont été reportées. Actuellement, les synthèses les plus performantes demeurent probablement celles développées par Taylor, Dobler et Porco,,,.